# Persone di nome Cristiano
| Questa pagina contiene informazioni ricavate automaticamente dalle voci biografiche con l'ausilio del template Bio e di un bot. L'aggiornamento è periodico e automatico e ricostruisce completamente la pagina. Se manca una persona in questa lista, sei pregato di non aggiungerla, ma accertati piuttosto che la sua voce biografica contenga il template Bio e che i dati anagrafici siano correttamente compilati. Se il template Bio manca, inseriscilo tu stesso o, in alternativa, metti l'avviso {{tmp\|Bio}} che ne segnala la mancanza. Se i dati riportati sono sbagliati, correggi direttamente la voce biografica; le modifiche saranno visibili in questa lista entro pochi giorni. Per chiarimenti vedi il progetto antroponimi. La lista contiene solo le 166 persone che sono citate nell'enciclopedia e per le quali è stato implementato correttamente il template Bio. Pagina aggiornata al 6 ago 2025. |

Questa è una lista di persone presenti nell'enciclopedia che hanno il nome Cristiano, suddivise per attività principale.

## Allenatori di calcio(12)
- Cristiano Bacci, allenatore di calcio e ex calciatore italiano (Viareggio, n. 1975)
- Cristiano Bergodi, allenatore di calcio e ex calciatore italiano (Bracciano, n. 1964)
- Cristiano Cordeiro, allenatore di calcio e ex calciatore brasiliano (Porto Alegre, n. 1973)
- Cris, allenatore di calcio e ex calciatore brasiliano (Guarulhos, n. 1977)
- Cristiano Del Grosso, allenatore di calcio e ex calciatore italiano (Giulianova, n. 1983)
- Cristiano Lombardi, allenatore di calcio e ex calciatore italiano (Viterbo, n. 1995)
- Cristiano Lucarelli, allenatore di calcio e ex calciatore italiano (Livorno, n. 1975)
- Cristiano Lupatelli, allenatore di calcio e ex calciatore italiano (Perugia, n. 1978)
- Cristiano Roland, allenatore di calcio e ex calciatore brasiliano (Porto Alegre, n. 1976)
- Cristiano Scalabrelli, allenatore di calcio, ex calciatore e ex giocatore di beach soccer italiano (Manciano, n. 1970)
- Cristiano Scapolo, allenatore di calcio e ex calciatore italiano (Varese, n. 1970)
- Cristiano Scazzola, allenatore di calcio e ex calciatore italiano (Loano, n. 1971)

## Architetti(1)
- Cristiano Toraldo di Francia, architetto italiano (Firenze, n. 1941 - Filottrano, † 2019)

## Artisti(1)
- Carloni & Franceschetti, artista italiano (Fano, n. 1963)

## Attori(3)
- Cristiano Caccamo, attore italiano (Taurianova, n. 1989)
- Cristiano Censi, attore e insegnante italiano (Milano, n. 1934 - Roma, † 2017)
- Cristiano Morroni, attore italiano (Roma, n. 1979)

## Autori televisivi(1)
- Cristiano Barbarossa, autore televisivo e regista italiano (Roma, n. 1968)

## Bassisti(1)
- Cristiano Bertocchi, bassista italiano (Carrara, n. 1973)

## Batteristi(1)
- Cristiano Dalla Pellegrina, batterista italiano (Trento, n. 1969)

## Calciatori(16)
- Cristiano Biraghi, calciatore italiano (Cernusco sul Naviglio, n. 1992)
- Cristiano Camillucci, calciatore e allenatore di calcio italiano (Terni, n. 1981)
- Cristiano Cervato, calciatore italiano (Carmignano di Brenta, n. 1935 - Carmignano di Brenta, † 2017)
- Cristiano da Silva Leite, calciatore brasiliano (Niterói, n. 1993)
- Cristiano dos Santos Rodrigues, ex calciatore brasiliano (Rio de Janeiro, n. 1981)
- Cristiano Ronaldo, calciatore portoghese (Funchal, n. 1985)
- Cristiano Doni, ex calciatore italiano (Roma, n. 1973)
- Cristiano Moraes de Oliveira, ex calciatore brasiliano (Manaus, n. 1983)
- Cristiano Pavone, ex calciatore e giocatore di beach soccer italiano (Milano, n. 1972)
- Cristiano Pereira Figueiredo, calciatore tedesco (Monaco di Baviera, n. 1990)
- Cristiano Piccini, calciatore italiano (Firenze, n. 1992)
- Renaldo, ex calciatore brasiliano (Cotegipe, n. 1970)
- Cristiano Zanetti, ex calciatore e allenatore di calcio italiano (Carrara, n. 1977)
- Cristiano da Silva, calciatore brasiliano (Campo Mourão, n. 1987)
- Cristiano Júnior, calciatore brasiliano (Brasilia, n. 1979 - Bangalore, † 2004)
- Cristiano Robert do Amaral, calciatore brasiliano (Sorocaba, n. 2001)

## Cantanti(1)
- Entics, cantante e rapper italiano (Milano, n. 1985)

## Cantautori(3)
- Cristiano De André, cantautore e polistrumentista italiano (Genova, n. 1962)
- Cristiano Godano, cantautore, chitarrista e scrittore italiano (Fossano, n. 1966)
- Cristiano Malgioglio, cantautore, paroliere e personaggio televisivo italiano (Ramacca, n. 1945)

## Cestisti(5)
- Cristiano Fazzi, ex cestista e allenatore di pallacanestro italiano (Reggio Calabria, n. 1972)
- Cristiano Silva Felício, cestista brasiliano (Pouso Alegre, n. 1992)
- Cristiano Grappasonni, ex cestista e dirigente sportivo italiano (Roma, n. 1972)
- Cristiano Masper, ex cestista italiano (Bergamo, n. 1973)
- Cristiano Zanus Fortes, ex cestista italiano (Venezia, n. 1971)

## Chitarristi(2)
- Cristiano Porqueddu, chitarrista italiano (Nuoro, n. 1975)
- Cristiano Turato, chitarrista e cantante italiano (Padova, n. 1973)

## Ciclisti su strada(2)
- Cristiano Frattini, ex ciclista su strada italiano (Varese, n. 1973)
- Cristiano Salerno, ex ciclista su strada e mountain biker italiano (Imperia, n. 1985)

## Comici(1)
- Cristiano Militello, comico, cabarettista e personaggio televisivo italiano (Pisa, n. 1968)

## Condottieri(1)
- Cristiano di Brunswick, condottiero e vescovo luterano tedesco (Monastero di Gröningen, n. 1599 - Wolfenbüttel, † 1626)

## Conduttori televisivi(1)
- Cristiano Pasca, conduttore televisivo, autore televisivo e attore italiano (Palermo, n. 1978)

## Cuochi(1)
- Cristiano Tomei, cuoco e personaggio televisivo italiano (Viareggio, n. 1974)

## Diplomatici(1)
- Cristiano di Magonza, diplomatico e arcivescovo cattolico tedesco (Germania - Tusculum, † 1183)

## Dirigenti sportivi(2)
- Cristiano Giaretta, dirigente sportivo e ex calciatore italiano (Vicenza, n. 1968)
- Cristiano Giuntoli, dirigente sportivo e ex calciatore italiano (Firenze, n. 1972)

## Disc jockey(2)
- Technoboy, disc jockey e produttore discografico italiano (Bologna, n. 1970)
- Spiller, disc jockey italiano (Venezia, n. 1975)

## Discoboli(1)
- Cristiano Andrei, ex discobolo italiano (Firenze, n. 1973)

## Disegnatori(1)
- Cristiano Donzelli, disegnatore e illustratore italiano (Teramo, n. 1969)

## Fondisti(1)
- Cristiano Rodeghiero, fondista italiano (Asiago, n. 1915 - Asiago, † 1999)

## Fumettisti(1)
- Cristiano Spadoni, fumettista italiano (Roma, n. 1974)

## Generali(4)
- Cristiano Augusto di Anhalt-Zerbst, generale prussiano (Dornburg, n. 1690 - Zerbst, † 1747)
- Cristiano Augusto di Waldeck e Pyrmont, generale (Bad Arolsen, n. 1744 - Sintra, † 1798)
- Cristiano Ulrico I di Württemberg-Oels, generale prussiano (Oels, n. 1652 - Oels, † 1704)
- Cristiano Ulrico II di Württemberg-Wilhelminenort, generale prussiano (Vielguth, n. 1691 - Stoccarda, † 1734)

## Giocatori di calcio a 5(2)
- Cristiano Fusari, giocatore di calcio a 5 e ex calciatore italiano (Tione di Trento, n. 1991)
- Cristiano Scandolara, ex giocatore di calcio a 5 brasiliano (Erechim, n. 1983)

## Giornalisti(2)
- Cristiano Gatti, giornalista e scrittore italiano (n. 1957)
- Cristiano Governa, giornalista, scrittore e sceneggiatore italiano (Bologna, n. 1970)

## Hockeisti su ghiaccio(1)
- Cristiano DiGiacinto, hockeista su ghiaccio canadese (Hamilton, n. 1996)

## Hockeisti su pista(1)
- Cristiano Pereira, ex hockeista su pista e allenatore di hockey su pista portoghese (Porto, n. 1951)

## Letterati(1)
- Cristiano II di Anhalt-Bernburg, letterato tedesco (Amberg, n. 1599 - Bernburg, † 1656)

## Militari(3)
- Cristiano Lobbia, militare, politico e ingegnere italiano (Asiago, n. 1826 - Venezia, † 1876)
- Cristiano Augusto I di Schleswig-Holstein-Sonderburg-Augustenburg, militare danese (n. 1696 - † 1754)
- Cristiano Carlo di Schleswig-Holstein-Sonderburg-Plön-Norburg, militare tedesco (Magdeburgo, n. 1674 - Sønderborg, † 1706)

## Montatori(1)
- Cristiano Travaglioli, montatore italiano (Recanati, n. 1968)

## Nobili(26)
- Cristiano d'Assia-Wanfried-Rheinfels, nobile tedesco (Wanfried, n. 1689 - Eschwege, † 1755)
- Carlo Alessandro di Brandeburgo-Ansbach, nobile tedesco (Ansbach, n. 1736 - Speen, † 1806)
- Cristiano II di Sassonia, nobile tedesco (Dresda, n. 1583 - Dresda, † 1611)
- Cristiano di Brandeburgo-Bayreuth, nobile tedesco (Cölln, n. 1581 - Bayreuth, † 1655)
- Cristiano Ernesto di Brandeburgo-Bayreuth, nobile tedesco (Bayreuth, n. 1644 - Erlangen, † 1712)
- Cristiano Alberto di Brandeburgo-Ansbach, nobile tedesco (Ansbach, n. 1675 - Ansbach, † 1692)
- Cristiano Enrico di Brandeburgo-Kulmbach, nobile tedesco (Bayreuth, n. 1661 - Weferlingen, † 1708)
- Cristiano d'Assia-Darmstadt, nobile tedesco (Bouxwiller, n. 1763 - Darmstadt, † 1830)
- Cristiano del Serimunt, nobile tedesco († 951)
- Cristiano III di Oldenburg, nobile tedesco (Oldenburg - Oldenburg, † 1285)
- Cristiano II di Oldenburg, nobile tedesco (Oldenburg - Oldenburg, † 1233)
- Cristiano III del Palatinato-Zweibrücken, nobile tedesco (Strasburgo, n. 1674 - Zweibrücken, † 1735)
- Cristiano di Schleswig-Holstein-Sonderburg-Augustenburg, nobile danese (Copenaghen, n. 1798 - Przemków, † 1869)
- Cristiano Ludovico di Waldeck, nobile tedesco (Waldeck, n. 1635 - Arolsen, † 1706)
- Cristiano di Legnica-Brieg, nobile polacco (Oława, n. 1618 - Oława, † 1672)
- Cristiano di Waldeck, nobile tedesco (Eisenberg, n. 1585 - Waldeck, † 1637)
- Cristiano del Palatinato-Zweibrücken, nobile e generale tedesco (Zweibrücken, n. 1752 - Monaco di Baviera, † 1817)
- Cristiano del Palatinato-Zweibrücken, nobile e militare tedesco (Forbach, n. 1782 - Monaco di Baviera, † 1859)
- Cristiano Günther I di Schwarzburg-Sondershausen, nobile (n. 1578 - † 1642)
- Cristiano Federico di Stolberg-Wernigerode, nobile tedesco (Wernigerode, n. 1746 - Pieszyce, † 1824)
- Cristiano Filippo di Waldeck e Pyrmont, nobile tedesco (Kleinern, n. 1701 - Mannheim, † 1728)
- Cristiano Alberto di Hohenlohe-Langenburg, nobile tedesco (Langenburg, n. 1726 - Ludwigsruhe, † 1789)
- Cristiano Carlo Reinardo di Leiningen-Dachsburg-Falkenburg-Heidesheim, nobiluomo tedesco (Mülheim an der Ruhr, n. 1695 - Heidesheim, † 1766)
- Cristiano Luigi di Meclemburgo-Schwerin, nobile tedesco (Ludwigslust, n. 1912 - Gut Hemmelmark, † 1996)
- Cristiano di Sassonia-Eisenberg, nobile tedesco (Gotha, n. 1653 - Eisenberg, † 1707)
- Cristiano di Schleswig-Holstein-Sonderburg-Ærø, nobile danese (n. 1570 - † 1633)

## Paleontologi(1)
- Cristiano Dal Sasso, paleontologo italiano (Monza, n. 1965)

## Pallanuotisti(2)
- Cristiano Ciocchetti, ex pallanuotista e allenatore di pallanuoto italiano (Roma, n. 1967)
- Cristiano Mirarchi, pallanuotista italiano (Roma, n. 1991)

## Parolieri(1)
- Cristiano Minellono, paroliere, attore teatrale e autore televisivo italiano (Arona, n. 1946)

## Piloti automobilistici(1)
- Cristiano da Matta, ex pilota automobilistico brasiliano (Belo Horizonte, n. 1973)

## Piloti motociclistici(1)
- Cristiano Migliorati, ex pilota motociclistico e dirigente sportivo italiano (Brescia, n. 1968)

## Pistard(1)
- Cristiano Citton, ex pistard e ciclista su strada italiano (Romano d'Ezzelino, n. 1974)

## Pittori(1)
- Cristiano Banti, pittore italiano (Santa Croce sull'Arno, n. 1824 - Montemurlo, † 1904)

## Politici(4)
- Cristiano Anastasi, politico italiano (Giarre, n. 1971)
- Cristiano Zuliani, politico italiano (Legnago, n. 1970)
- Cristiano Kraft di Hohenlohe-Öhringen, politico tedesco (Öhringen, n. 1848 - Somogyszob, † 1926)
- Cristiano Ernesto di Stolberg-Wernigerode, politico e nobile tedesco (Gedern, n. 1691 - Wernigerode, † 1771)

## Principi(12)
- Cristiano di Brunswick-Lüneburg, principe (Celle, n. 1566 - † 1633)
- Cristiano I di Sassonia, principe (Dresda, n. 1560 - Dresda, † 1591)
- Cristiano di Danimarca, principe danese (Copenaghen, n. 2005)
- Cristiano di Schaumburg-Lippe, principe tedesco (Ödenburg, n. 1898 - Bückeburg, † 1974)
- Cristiano Eberardo della Frisia orientale, principe (Esens, n. 1665 - Aurich, † 1708)
- Cristiano Vittorio di Schleswig-Holstein, principe inglese (Castello di Windsor, n. 1867 - Pretoria, † 1900)
- Cristiano I di Anhalt-Bernburg, principe (Bernburg, n. 1568 - Bernburg, † 1630)
- Cristiano Ludovico di Brandeburgo-Schwedt, principe e militare (Berlino, n. 1677 - Gut Malchow, † 1734)
- Cristiano di Danimarca, principe danese (Copenaghen, n. 1603 - Dresda, † 1647)
- Cristiano di Nassau-Dillenburg, principe tedesco (Dillenburg, n. 1688 - Straßebersbach, † 1739)
- Cristiano di Schleswig-Holstein, principe tedesco (Augustenborg, n. 1831 - Pall Mall, † 1917)
- Cristiano Günther III di Schwarzburg-Sondershausen, principe (Ebeleben, n. 1736 - Sondershausen, † 1794)

## Psicologi(1)
- Cristiano Castelfranchi, psicologo italiano (Roma, n. 1944)

## Registi(1)
- Cristiano Bortone, regista cinematografico, produttore cinematografico e sceneggiatore italiano (Roma, n. 1968)

## Scrittori(1)
- Cristiano Cavina, scrittore italiano (Casola Valsenio, n. 1974)

## Sollevatori(1)
- Cristiano Ficco, sollevatore italiano (San Vito al Tagliamento, n. 2001)

## Sovrani(10)
- Cristiano I di Danimarca, re danese (Oldenburg, n. 1426 - Copenaghen, † 1481)
- Cristiano II di Danimarca, re (Nyborg, n. 1481 - Kalundborg, † 1559)
- Cristiano III di Danimarca, re (Gottorp, n. 1503 - Koldinghus, † 1559)
- Cristiano IV di Danimarca, re (Castello di Frederiksborg, n. 1577 - Copenaghen, † 1648)
- Cristiano V di Danimarca, re danese (Flensburgo, n. 1646 - Copenaghen, † 1699)
- Cristiano VI di Danimarca, re (Copenaghen, n. 1699 - Hørsholm, † 1746)
- Cristiano VII di Danimarca, re (Copenaghen, n. 1749 - Rendsburg, † 1808)
- Cristiano VIII di Danimarca, re (Copenaghen, n. 1786 - Copenaghen, † 1848)
- Cristiano IX di Danimarca, re danese (Gottorp, n. 1818 - Copenaghen, † 1906)
- Cristiano X di Danimarca, re danese (Charlottenlund, n. 1870 - Copenaghen, † 1947)

## Storici delle religioni(1)
- Cristiano Grottanelli, storico delle religioni italiano (Roma, n. 1946 - Roma, † 2010)

## Tennisti(1)
- Cristiano Caratti, ex tennista italiano (Acqui Terme, n. 1970)

## Terroristi(1)
- Cristiano Fioravanti, ex terrorista e collaboratore di giustizia italiano (Roma, n. 1960)

## Vescovi(1)
- Cristiano di Prussia, vescovo e missionario tedesco († 1245)

## Vescovi cattolici(1)
- Cristiano Bodo, vescovo cattolico italiano (Vercelli, n. 1968)

## Vescovi luterani(2)
- Cristiano Alberto di Holstein-Gottorp, vescovo luterano tedesco (Gottorp, n. 1641 - Gottorp, † 1695)
- Cristiano Augusto di Holstein-Gottorp, vescovo luterano tedesco (n. 1673 - † 1726)

## Senza attività specificata(18)
- Cristiano Luigi di Brunswick-Lüneburg, duca tedesco (Herzberg am Harz, n. 1622 - Celle, † 1665)
- Cristiano Ludovico II di Meclemburgo-Schwerin, duca (Grabow, n. 1683 - Schwerin, † 1756)
- Cristiano V di Oldenburg, conte (n. 1342 - † 1399)
- Cristiano Luigi Casimiro di Sayn-Wittgenstein-Ludwigsburg, conte tedesco (Ludwigsburg, n. 1725 - Rheda, † 1797)
- Cristiano I di Oldenburg, conte tedesco (n. 1123 - † 1167)
- Cristiano I del Palatinato-Birkenfeld-Bischweiler, duca tedesco (Birkenfeld, n. 1598 - Neuenstein, † 1654)
- Cristiano II del Palatinato-Zweibrücken-Birkenfeld, duca tedesco (Bischwiller, n. 1637 - Birkenfeld, † 1717)
- Cristiano IV del Palatinato-Zweibrücken, duca tedesco (Bischweiler, n. 1722 - Herschweiler-Pettersheim, † 1775)
- Cristiano Ludovico I di Meclemburgo-Schwerin, duca (Schwerin, n. 1623 - L'Aia, † 1692)
- Cristiano Augusto del Palatinato-Sulzbach, conte (Sulzbach, n. 1622 - Sulzbach, † 1708)
- Cristiano di Rosenborg, conte danese (Kongens Lyngby, n. 1942 - Gentofte, † 2013)
- Cristiano Ernesto di Sassonia-Coburgo-Saalfeld, duca (Saalfeld, n. 1683 - Saalfeld, † 1745)
- Cristiano di Sassonia-Weissenfels, duca (Weißenfels, n. 1682 - Sangerhausen, † 1736)
- Cristiano di Schleswig-Holstein-Sonderburg-Glücksburg, duca (n. 1627 - † 1698)
- Cristiano I di Sassonia-Merseburg, duca (Dresda, n. 1615 - Merseburg, † 1691)
- Cristiano II di Sassonia-Merseburg, duca (Merseburg, n. 1653 - Merseburg, † 1694)
- Cristiano III Maurizio di Sassonia-Merseburg, duca (Merseburg, n. 1680 - Merseburg, † 1694)
- Cristiano Guglielmo di Schwarzburg-Sondershausen, conte (Sondershausen, n. 1647 - Sondershausen, † 1721)